# Río Tigre (Marañón)

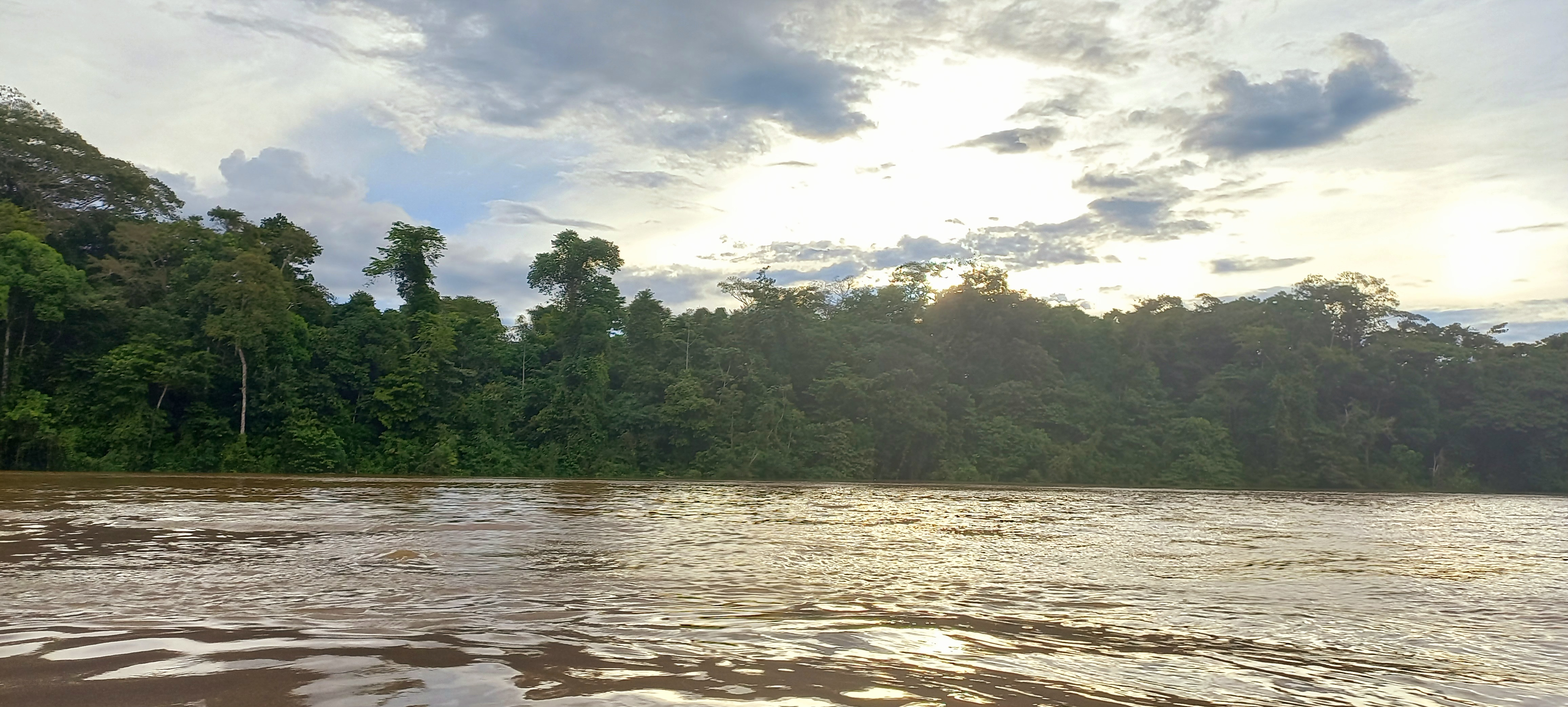
Río Tigre

Der Río Tigre ist ein etwa 750 km langer linker Nebenfluss des Río Marañón in Ecuador und Peru.

## Flusslauf
Der Río Tigre entsteht in der ecuadorianischen Provinz Pastaza am Zusammenfluss von Río Conambo und Río Pintoyacu. Nach 600 m überquert der Fluss die Grenze nach Peru. Er fließt in überwiegend südöstlicher Richtung durch die Provinz Loreto. Er bildet auf seinem Lauf durch das Amazonastiefland zahlreiche Flussschlingen und Altarme aus. Der Río Pucacuro mündet bei Flusskilometer 345 linksseitig in den Fluss. Bei Flusskilometer 275 passiert der Río Tigre die am rechten Flussufer gelegene Gemeinde Intuto. Bei Flusskilometer 200 km trifft der Río Corrientes von rechts auf den Río Tigre. Dieser mündet schließlich in den Río Marañón, 86 km oberhalb dessen Vereinigung mit dem Río Ucayali zum Amazonas.

## Einzugsgebiet
Der Río Tigre entwässert ein Areal von etwa 42.000 km². Davon befinden sich 9120 km² in Ecuador. Lediglich 92 km² des Einzugsgebietes liegen auf Höhen von über 500 m.